# Giuseppe Natoli
Giuseppe Natoli Gongora, Baron Scaliti (nascido em Messina em 9 de junho de 1815 - falecimento em Messina 25 de setembro de 1867), era um banqueiro e ministro do governo Reino da Itália.
Barão Giuseppe Natoli era um estadista italiano, um Patriota e uma figura de liderança no movimento de a unificação da Itália.
Após a declaração da unificação da Reino da Itália, Baron Natoli foi chamado imediatamente assumiu o cargo de ministro da Itália e como assessor sênior do governo de Camilo Benso, conde de Cavour e leugo com La Marmora. Ele foi o promotor de várias reformas econômicas na Itália.
Natoli se tornou o principal conselheiro e mais próximo de Camillo Benso, "o homem que fez a Itália", porque foi sido a figura principal no movimento que promove a unificação da Italia e por esta razão, é também chamado cardeal cinza.

## Prêmios
Para honrar a memória, foi enterrado na capela do Arco do Azzurri. Em 6 de Julho de 1880, na sequência de uma petição profundamente sentida e por iniciativa do a cidade, o corpo do Barão Giuseppe Natoli foi exumado e transportado solenemente ao ótimo para a vontade do cemitério cidadãos, onde ele foi colocado em um caixão ao lado da da Giuseppe La Farina.
A cidade de Messina decretou o enterro no porão de Capela Memorial para Gran Camposanto,
A Câmara Municipal votou para construir um monumento dedicado a Giuseppe Natoli e encomendou ao escultor Lio Gangeri e votou a favor da nomeação de uma rua principal de Messina, via Giuseppe Natoli.

## Honras e decorações
| Cavaliere di Gran Croce : Cavaleiro da Grande Cruz de l 'Ordem da Coroa da Itália |
| Grand'Ufficiale : Grande Oficial de l'Ordem dos Santos Maurício e Lázaro          |

## Artigos relacionados
- Luís VIII de França
- Pai da Nação